# 豊鉄タクシー
豊鉄タクシー株式会社（とよてつタクシー）は、愛知県豊橋市に本社を置く豊橋鉄道グループのタクシー・バス事業者。主力のタクシー事業のほか、コミュニティバスの運行受託も行う。
名鉄グループに属するが、豊橋鉄道グループでもあるため、名鉄タクシーホールディングスのグループ会社とはされていない。

## 営業所
いずれも愛知県に所在。
- 豊橋営業所：豊橋市下地町北村92-1
- 田原営業所：田原市田原町後申18-5
- 豊川営業所：豊川市千歳通一丁目40
- 蒲郡営業所：蒲郡市拾石町前浜58-1
- 新城営業所：新城市富永高津150-1（2021年4月1日新設[5][6][7]）

### タクシー
営業地域は豊橋市・田原市・豊川市・蒲郡市・新城市である。
コロナ禍の影響により2021年3月をもって、愛知県内の太陽交通（名古屋市）、豊自動車（名古屋市）、キングタクシー（豊橋市）、新城交通（新城市）の4つのタクシー会社が事業廃止し、新城市中心部を運行するタクシー事業者が消滅するため、新城市からの要請により、豊鉄タクシーは同年4月に新城営業所を新設。中部運輸局から新城市北部でのタクシー営業も認可された。
車両は普通車タクシーのほか、ジャンボタクシー（最大9人乗り）・花嫁タクシー（角隠しが当たらないように天井の一部が開閉できるタクシー）も在籍する。
また通常のタクシーのほか、ジャンボタクシーを使用した観光タクシーも運行している。モデルコースが多数設定されているが、乗務員と相談しながらコースを設定することも可能である。

### コミュニティバス
以下のコミュニティバスの運行を受託している。
- 豊川市コミュニティバス
- 田原市ぐるりんバス
- 新城市Sバス
- くるりんバス（蒲郡市）
- 「地域生活」バス・タクシー（豊橋市）[11]
  - 東部東山線「やまびこ号」（豊橋市東部地区）
  - 柿の里バス（豊橋市北部地区）
  - しおかぜバス（豊橋市前芝地区）
  - かわきたバス「スマイル号」（豊橋市川北地区）
  - 乗合タクシー「愛のりくん」（豊橋市南部地区）

## 「ほうてつ」から「とよてつ」へ
豊鉄タクシーは、1956年の会社設立から半世紀以上にわたり、豊鉄グループ内の各社と異なり「豊鉄」の読みを「ほうてつ」としてきたが、2021年4月1日より読みを「とよてつ」へ変更した。昔からの高齢客には「ほうてつさん」と呼ばれ親しまれてきたが、コロナ禍の影響でグループ全体が打撃を受ける中で「豊鉄ブランド」を打ち出すため社名の読みを統一することとした。
豊鉄グループ内では、コロナ禍の影響で株式会社豊鉄ターミナルホテルを解散、豊鉄観光サービス（旅行業）と豊鉄観光バスを合併するなど、事業状況の悪化を受けたリストラを進めている。豊鉄タクシーの社名の読み変更もその一環として行われたものである。
なお、かつてはグループ内に他にも「ほうてつ」の読みを採用する会社があり、豊鉄建設も「ほうてつ」を採用してきたが2009年に「とよてつ」へ変更し、豊鉄タクシーが「ほうてつ」の読みを守り続けてきた最後の会社となっていた。